# Christopher A. Wray
Christopher Asher Wray (* 17. prosince 1966 New York) byl ředitel FBI. V letech 2003 až 2005 působil jako náměstek generálního prokurátora a měl na starosti trestní divizi za vlády George W. Bushe. Od roku 2005 do roku 2017 byl partnerem v advokátní firmě King & Spalding. V roce 2017 jej prezident Donald Trump jmenoval ředitelem FBI.

## Mládí a vzdělání
Narodil se ve státě New York. Navštěvoval Buckley School v New York City a soukromou internátní školu a Phillips Academy v Andoveru, Massachusetts. V roce 1989 Wray absolvoval cum laude z Yaleovy univerzity, pak získal titul J.D. v roce 1992 na Yale Law School. Na Yaleově univerzitě Wray byl šéfredaktor Yale Law Journal. Wray strávil rok v kanceláří soudce J. Michael Luttiga sloužícího u federálního odvolacího soudu pro čtvrtý obvod.

## Státní služba
Od roku 1997 pracoval jako asistent federálního prokurátora pro Severní okres Georgie. V roce 2001 se přestěhoval na ministerstvo spravedlnosti jako spolupracovník náměstka generálního prokurátora a poté 1. náměstka generálního prokurátora.
V roce 2003 prezident George W. Bush nominoval Wraye jako náměstka generálního prokurátora, který má na starosti Trestní oddělení ministerstva spravedlnosti, Wraye jednohlasně potvrdil senát. Wray byl náměstek generálního prokurátora v letech 2003 až 2005, nadřízeným byl náměstek generálního prokurátora James Comey. V rámci trestního oddělení Wray dohlížel na prominentní vyšetřování, včetně Enronu.
V roce 2005 obdržel Wray cenu Edmund J. Randolph Award, tedy nejvyšší ocenění ministerstva spravedlnosti pro veřejné služby a vedení.

## Soukromá právní praxe
Wray nastoupil do firmy King & Spalding v roce 2005 jako partner pro spory ve Washingtonu, D.C. a Atlantě, kde měla firma své kanceláře. Wray zastupoval guvernéra New Jersey Chrise Christieho během skandálu Bridgegate

## Ředitel FBI

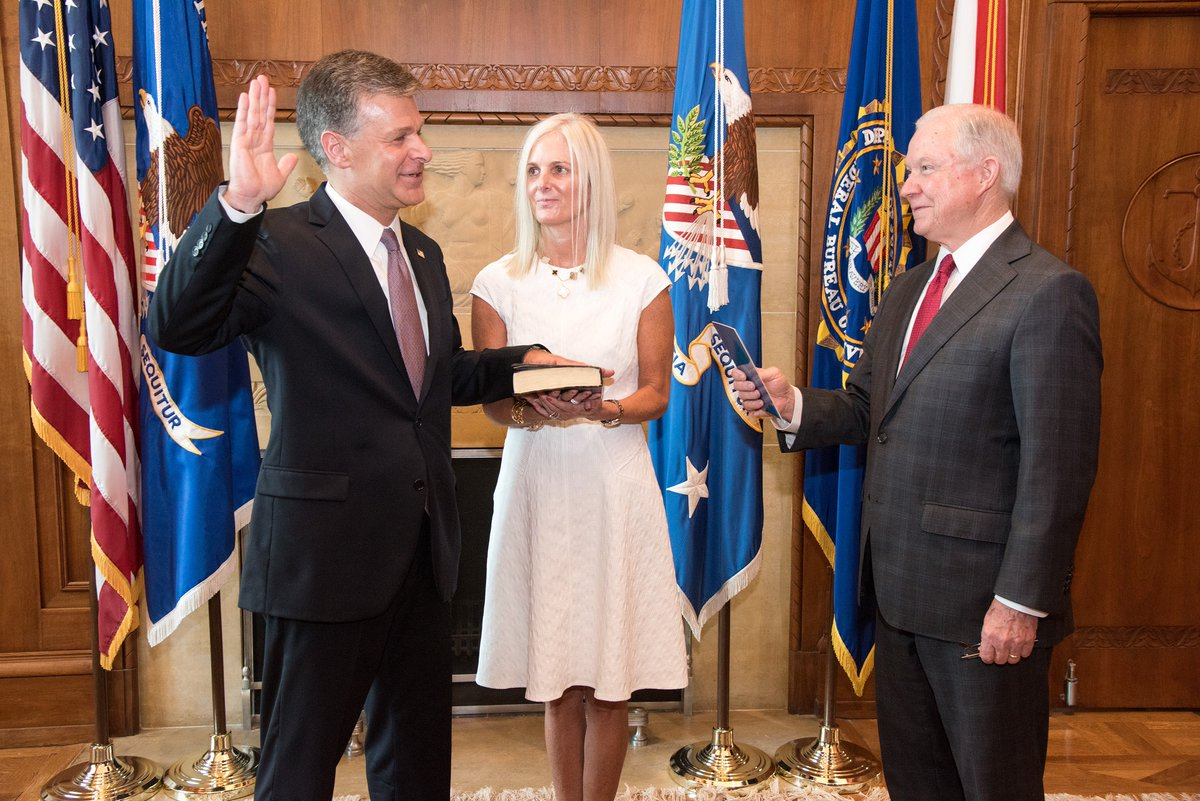
Wray skládá za přítomnosti manželky přísahu jako ředitel FBI do rukou generálního prokurátora Sessionse

7. června 2017 prezident Donald Trump oznámil svůj úmysl jmenovat Wraye novým ředitelem FBI, jako nástupce Jamese Comeyho, který byl odvolán 9. května 2017. Byl potvrzen senátem 1. srpna 2017 s hlasováním 92 – 5., přísahu složil do rukou generálního prokurátora Jeffa Sessionse 2. srpna 2017. Funkci vykonává do rezignace 19. ledna 2025.

## Osobní život
Wray se oženil s Helen Garrison Howell, spolužačkou z Yale, v roce 1989, mají dvě děti a žijí v Georgii. Wray je registrovaným republikánem.